# Bethlehemshof
Bethlehemshof is een hofje aan het Levendaal in de Nederlandse stad Leiden. Het is gesticht in 1630 door de Leidse koopman Gerrit Frankens van Hoogmade, die ook de naam van het hofje koos. In 1701 sloten de doopsgezinden van dit hofje zich aan met het hofje De Houcksteen gelegen aan de Levendaal, maar het bestuur bleef nog gescheiden. In 1811 werd uit financiële redenen beide hofjes samengevoegd onder de naam Bethlehem. In 1897 werd het gedeelte aan de Levendaal voorzien van een eigentijdse gevel met een bovenverdieping. In 1978 werd het hofje gerestaureerd.
Het hofje heeft de status rijksmonument.
Barend van Namenhof ·
Bethaniënhof ·
Bethlehemshof ·
Brouchovenhof ·
Cathrijn Jacobsdochterhof ·
Cathrijn Maartensdochterhof ·
Coninckshof ·
Eva van Hoogeveenshof ·
François Houttijnshof ·
Groeneveldstichting ·
Groot Sionshof ·
Heiligen Geest- of Cornelis Spronghof ·
Jan de Laterehof ·
Jan Pesijnhof ·
Jean Michelhof ·
Jeruzalemhof ·
Joost Frans van de Lindenhof ·
Juffrouw Maashof ·
Justus Carelhuis ·
Klein Sionshof ·
Meermansburg ·
Mierennesthof ·
Pieter Gerritz. van der Speckhof ·
Pieter Loridanshof ·
Samuel de Zeehof ·
Schachtenhof ·
Sint Anna Aalmoeshuis ·
Sint Annahof of Joostenpoort ·
Sint Elisabethgasthuishof ·
Sint Jacobs- of Crayenboschhof ·
Sint Janshof ·
Sint Salvatorhof ·
Sint Stevenshof ·
Tevelingshof ·
Van Assendelftshof